# Medal of Honor: Heroes
Medal of Honor: Heroes est un jeu vidéo de tir à la première personne développé par Team Fusion, et édité par Electronic Arts, sorti en 2006 sur PlayStation Portable.

## Accueil
- Jeuxvideo.com : 13/20[1]